# أرييل أراندا
أرييل أراندا (بالإسبانية: Ariel Aranda)‏ هو لاعب كرة قدم أرجنتيني في مركز الهجوم، ولد في 22 يناير 1988 في لوماس دي ثامورا في الأرجنتين. لعب مع نادي أتليتيكو سان تيلمو.

## وصلات خارجية
- أرييل أراندا على موقع قاعدة بيانات كرة القدم.إي يو (الإنجليزية)
- أرييل أراندا على موقع Soccerway.com (الإنجليزية)